# 貢桑諾爾布
貢桑諾爾布（1871年6月26日—1931年1月13日），字樂亭、号夔盦，烏梁海氏，成吉思汗的勋臣者勒蔑（济拉玛）的后裔，蒙古王公，清末民初蒙古族政治家、诗人。曾任卓索图盟喀喇沁右翼旗第十四任世袭札萨克多罗杜棱郡王（加亲王衔），民国成立后晋封为亲王、授卓索图盟盟长。

## 生平
貢桑諾爾布是喀喇沁右翼旗扎萨克郡王旺都特那木濟勒的长子。其生母是旺都特那木济勒的蒙古妻子，名不详。他的嫡母是清朝王室礼亲王世铎（清宗人府宗令）的妹妹。其父聘请山东名儒丁锦堂到旗内，教四书五经、诸子百家及各种史籍。并由喀喇沁中旗精通满文和蒙文的伊庆光先生传授满语，因此其在蒙文和满文方面也有很高造诣。又从中国内地聘请了军事训教人员马雪樵，传授军事，让其学习赛马、骑射、拳脚等技能。
1898年襲父爵，為第十四代扎萨克多罗杜棱郡王。他會操蒙、漢、滿、藏等語言，各語詩、書盡通。在日本留学期間，他又學會了日語。1899年（光緒25年），襲任扎薩克多羅都棱郡王、卓索图盟盟務幫辦。后曾任资政院外藩王公世爵议员，为卓索图盟的代表。经慈禧批准，1901年通过袁世凯的介绍，贡桑诺尔布聘请原北洋武備學堂毕业生周春芳为教官，在旗内选拔青年和王府卫兵整编为正规军队，采用北洋新軍的教范与操典进行正规训练。这是蒙古族第一支正规训练的新军。福晋善坤也开始召集侍女成立娘子军进行训练，这也是蒙古族历史上第一支正规训练的女子新军。1902年10月31日在喀喇沁王府西院设立了全蒙古第一所现代化学堂——崇正学堂正式开学。贡桑诺尔布亲任校长，重金聘请江南名士陆韬、钱桐和本地知名人士为教员。开设蒙、汉文《四书》《五经》等传统课程外，还教授日语、算术、地理、历史、书法、绘画、音乐、体育等课程。崇正学堂开班后，很快就由1个班扩展成为4个班。由商务印书馆发行初小教科书《蒙文读本》。贡桑诺尔布创建的第二所学校是“毓正女子学堂”，学习科目中包括蒙文、汉文、日文、历史、地理、数学、家政、缝纫、自然、绘画与音乐等。教育费用并不由学生家长负担，而是由族中富人捐资。贡桑诺尔布的妹妹也在学员之列。毓正女子学堂开学后，清政府赐“壶教畅明”匾额一方。1903年7月，贡桑诺尔布在其叔父位于大西沟门村的空闲官邸办起了蒙古族地区第一所军校“守正武备学堂”。教官是由访日时结识的日本陆军参谋本部次长福岛中将介绍的日本陆军大尉伊藤柳太郎和少尉吉原次朋，由姚子慎为翻译。学科用日本操典，由日本教官用日语授课，操练时也用日本口令。在课程设置上完全采用日本教法，分文、术两科，文科学习算术、日语、测绘、地理等课程，术科主要是体操、骑术、步伐、兵器等。先后培养了100余名。为了换取办学资金，出售很多古玩及有价值的收藏，并以五年的薪俸为抵押，要求朝廷贷款，支持其学校，这一请求被清政府批准。
1903年，贡桑诺尔布出访日本期间，考察了正在大阪举行的第五次工业博览会。1904年，贡桑诺尔布派崇正学堂的四名学生前往天津北洋实习工厂学习织布、染色等技术，四人学成后，贡桑诺尔布在王府东坯场子村设立了一个综合工厂，请他们做技术员，并招收青年旗民为学徒工。后来，贡桑诺尔布又从天津高薪聘请了一位织地毯的老师傅传授技术。1904年，贡桑诺尔布派人专程赴围场县接洽。双方协议，由王府出资架设从喀喇沁旗到围场县县衙所在地克勒沟的有线电报线路，王府设电报收理处。还设立了邮政代办所。他从旗内精壮蒙古族青年中挑选三人，分三班往返于本旗和北京之间，定期邮递报刊、信函。1906年，贡桑诺尔布亲王邀请日本学者鸟居龙藏担任王府的教师至1908年。
1911年辛亥革命期间，贡桑诺尔布组织了“蒙古王公联合会”，并在决定清朝最后命运的“御前会议”上反对清帝退位。获悉外蒙古独立后，贡桑诺尔布曾和冰图王棍楚克苏隆联络俄国驻华公使寻求援助，但被以距离太远为由拒绝。他转向日本人川岛浪速寻求资金支持，12月以本旗矿产为抵押，从日本正金银行获得贷款。1912年2月清朝灭亡後，他返回家乡联络熙凌阿、札噶尔等王公，准备以卓索图盟五旗的资源做担保借助日本力量谋求内蒙古独立。此后，贡桑诺尔布在赤峰召集卓索图盟、昭乌达盟王公会议，商讨归顺新成立的大蒙古国，但會議仍然沒有結果。4月初，他派人前往庫倫表示歸順，還被博克多汗封为统管内蒙古六盟四十九旗的“内蒙古大臣”。6月中旬，他和札噶爾從日本購買的武器在鄭家屯被奉系吳俊升截獲，貢王等內蒙古東部王公的獨立計畫就此失敗。
中華民国成立後，他於1912年（民国元年）9月任北洋政府蒙藏事務局總裁。1913年向北洋政府提出建议，在北京设立蒙藏学校以教育蒙藏子弟。他的建议由国会通过，学校随即成立。1913年12月，他任政治会議議員。1914年（民国3年）5月，蒙藏事務局改組為蒙藏院，他仍任總裁。此外他還兼正白旗滿洲都統。1917年7月張勳復辟，授理藩部尚書。1922年（民国11年）4月，他從蒙藏院總裁任上退職，转任畅威将军。1923年（民国12年）2月他又重任蒙藏院總裁，直到北洋政府時期結束。1925年（民国14年），他任善後会議会員、国憲起草委員会委員，後來任卓索图盟盟長。
1931年（民国20年）貢桑諾爾布去世，享年61嵗。

## 家庭
- 正室：善坤，爱新觉罗氏，肃良亲王隆懃之女，1934年去世[10]
- 侧室：鲍金花（原为女差）[10]、白季儿（原为善坤侍女）[10]、苗姓女子（北平菜农之女）[10]
- 子：篤多博、篤多吉，苗姓女子所生[10]
- 二女：乌孝闻，小名宁格，鲍金花所生[10]
- 四女：烏靜彬[3][4][5]，白季儿所生
- 义子：特睦格图

### 备注

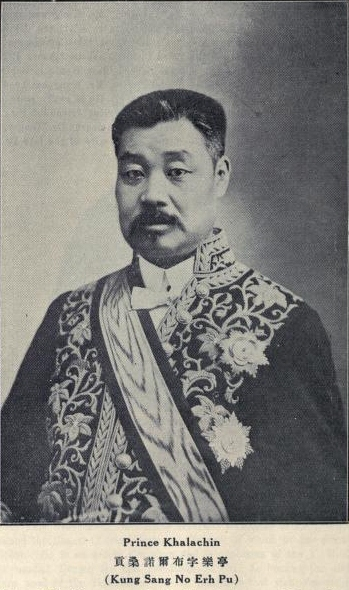
貢桑諾爾布

1. ↑  「貢桑諾爾布」一名來源於藏語。其中「貢桑」（藏語：གུང་སེང་，威利转写：gung seng）在藏語中意思是「一切皆善」，也是藏傳佛教菩提貢德桑布的簡稱；「諾爾布」（藏語：ནོར་པུ་，威利转写：nor bu）意思則是「珠寶」、「末尼寶珠」。[1]

### 引用
1. ↑  《藏漢詞典》，西北民族學院藏文教研組編，甘肅人民出版社1979年出版，487頁
2. ↑  .   [2011-10-22]. （原始内容存档于2010-05-04）.
3. 1 2 3 4 5  徐友春主編. . 河北人民出版社. 2007. ISBN 978-7-202-03014-1.
4. 1 2 3 4 5  劉寿林 編. . 中華書局. 1995. ISBN 7-101-01320-1.
5. 1 2 3 4 5  Who's Who in China 3rd ed. The China Weekly Review (Shanghai) , 1925.
6. ↑  苏钦、吴贤萍，试析清末资政院少数民族议员的产生及其意义，中央社会主义学院学报2008年第6期
7. ↑  . 搜狐网.   [2018-07-15]. （原始内容存档于2018-07-15）.
8. 1 2  白都拉格其. . 《清史研究》. 2002年8月, (第三期).
9. ↑  张子新，蒙藏委员会涉藏事务研究，中央民族大学硕士学位论文，2007年
10. 1 2 3 4 5 6  周劲思. . 恭王府博物馆.   [2025-05-01].